# هال استیشن (کالیفرنیا)
هال استیشن (به انگلیسی: Hall Station) یک منطقهٔ مسکونی در ایالات متحده آمریکا است که در شهرستان آلامدا، کالیفرنیا واقع شده‌است. هال استیشن ۵ متر بالاتر از سطح دریا واقع شده‌است.